# Chris Whyte
Christopher Anderson „Chris“ Whyte (* 2. September 1961 in Islington, London) ist ein ehemaliger englischer Fußballspieler. Der beim FC Arsenal ausgebildete Innenverteidiger und vierfache U-21-Auswahlspieler Englands erlebte nach einem hoffnungsvollen Start zur Mitte der 1980er-Jahre einen Karriereknick und gewann später nach seiner Rückkehr in den englischen Fußball im Jahr 1992 mit Leeds United die Meisterschaft.

## Sportlicher Werdegang
Der im Norden von London geborene Whyte schloss sich im August 1977 der Jugendabteilung des FC Arsenal an und debütierte am 17. Oktober 1981 gegen Manchester City in der A-Mannschaft. Als technisch versierter und mit einem guten Stellungsspiel ausgestatteter Innenverteidiger, der in seltenen Fällen auch auf der Außenposition im Abwehrverbund eingesetzt wurde, galt er als eines der national größten Talente, das zudem 1982 zu vier U-21-Länderspielen für England kam. Nach zwei Jahren an der Seite des Schlüsselspielers David O’Leary fiel Whyte in der Rangordnung spätestens ab der Saison 1983/84 – und dort speziell nach einer Pokalpleite gegen den unterklassigen FC Walsall – hinter den neu verpflichteten Tommy Caton und den aufstrebenden Tony Adams zurück. Im August 1984 lieh man ihn daraufhin für zwei Monate an den Zweitligisten Crystal Palace aus. Nach seiner Rückkehr fand er jedoch mit Ausnahme einer kurzen Phase als „Aushilfsstürmer“ während der Saison 1985/86 bei Arsenal nie wieder Berücksichtigung im Profiteam. Da auch bei anderen englischen Profiklubs kein konkretes Interesse an seiner Verpflichtung bestand, kehrte er dem englischen Fußball vollständig den Rücken zu. Stattdessen versuchte Whyte sein Glück im nordamerikanischen Hallenfußball und ging in der dortigen Major Indoor Soccer League zunächst für New York Express und kurze Zeit später an der Westküste für die Los Angeles Lazers an den Start.
Die Gelegenheit zur Rückkehr in den englischen Profifußball gab ihm im August 1988 der Zweitligist West Bromwich Albion und Whyte nutzte diese Chance mit soliden Darbietungen in der Saison 1988/89, an deren Ende ihn die eigenen Anhänger zum besten Spieler der abgelaufenen Runde wählten. Ein weiteres Jahr später hatte er sich dann endgültig mit 44 Ligapartien für „WBA“ für höhere Aufgaben empfohlen und so wechselte er im Juni 1990 für 400.000 Pfund vom „Fast-Absteiger“ zum Zweitligameister Leeds United.
Die drei Profijahre bei Leeds United bis zum Ende der Saison 1992/93 waren Whytes erfolgreichste Zeit im Profifußball. Mit konstanten und zuverlässigen Leistungen in der Innenverteidigung, wobei er zwar nicht zu den schnellsten Akteuren gehörte, dafür aber mit hoher Spielintelligenz und einem „guten Auge“ für die Situation ausgestattet war, war er maßgeblich dafür mitverantwortlich, dass der Erstligaaufsteiger im ersten Jahr einen überraschend guten vierten Platz errang und im Jahr darauf sogar die englische Meisterschaft gewann. Dabei verpasste er nur ein einziges Ligaspiel auf dem Weg zum Titel. Da Whyte aber bereits auf ein relativ hohes Fußballeralter im Bereich Mitte-30 zusteuerte und dazu mit David Wetherall und Jon Newsome junge Talente auf seiner Position in die Mannschaft drängten, gab die Vereinsführung im August 1993 die Zustimmung zu einem Transfer für 250.000 Pfund zum Zweitligisten Birmingham City.
In St. Andrew’s fügte er sich mit 33 Ligaspielen in der Saison 1993/94 nahtlos in die neue Umgebung ein, musste am Ende aber den ersten Abstieg in seiner Profilaufbahn hinnehmen. Beim unmittelbaren Wiederaufstieg als Drittligameister im Jahr darauf war er zunächst weiter in der Innenverteidigung gesetzt, bevor ihn eine Augenverletzung für längere Zeit außer Gefecht setzte und sich nach seiner Rückkehr mit Liam Daish und Dave Barnett ein neues Paar im Abwehrzentrum gefunden hatte. Er hatte somit seinen Stammplatz verloren und wurde im Dezember 1995 kurz in die Premier League an Coventry City ausgeliehen, wo er eine Ligapartie im Abstiegskampf bestritt (ein spektakulärer 5:0-Sieg gegen den amtierenden Meister Blackburn Rovers). Im März 1996 wechselte er schließlich ablösefrei im Rahmen eines 15-Wochen-Vertrags zu Charlton Athletic und absolvierte an der Seite von Stuart Balmer bis zum Ende der Saison 1995/96 noch elf Zweitligapartien. Anschließend stand er mit dem Verein in den Play-off-Spielen zum Aufstieg in die Premier League, verlor aber bereits im Halbfinale gegen den „Nachbarn“ Crystal Palace. Nach einem weiteren Ausflug in den nordamerikanischen Hallenfußball bei Detroit Neon (später Detroit Safari) folgten zu Beginn des Jahres 1997 weitere Kurzengagements im englischen Fußball. Dabei war er im Januar 1997 zunächst für Leyton Orient und ab Ende des folgenden Monats für den Zweitligisten Oxford United aktiv. Bei zuletzt genanntem Klub zeigte er sich noch derart gut in Form, dass ihm mehrere Auszeichnungen zum „Man of the Match“ zuteilwurden.
Außerhalb des Vollprofitums wechselte Whyte im Juni 1997 zu Rushden & Diamonds, das von Brian Talbot, seinem ehemaligen Trainer bei West Bromwich Albion und früheren Arsenal-Mannschaftskameraden zu Beginn der 1980er, betreut wurde. Whyte stand für den Klub zwei Jahre in der Football Conference auf dem Platz und erlebte in der Saison 1998/99 im FA Cup mit einem Wiedersehen mit Leeds United sein persönliches Highlight, als er mit einem 0:0 den Ex-Klub zu einem Wiederholungsspiel (1:3) zwang. Letzte Aktivitäten als Spieler umfassten eine Rückkehr in die USA als Spieler des A-League-Vereins Raleight Capital Express und ab November 1999 unter Ex-Arsenal-Mannschaftskollege Ian Allinson ein Engagement für Harlow Town. Kurzzeitig verdingte er sich dann im Jahr 2000 noch für den finnischen Drittligisten HyPS Hyvinkää, kehrte aber noch im selben Jahr nach England zurück.

## Titel/Auszeichnungen
- Englische Meisterschaft (1): 1992